# Видатні діячі України минулих століть
Меморіальний альманах «Видатні діячі України минулих століть» — історико-меморіальне ілюстроване видання, видане у 2001 році до 10-ї річниці Незалежності України, містить біографії 300 видатних постатей України. Підготовлене двома мовами — українською та англійською. Тираж — 5000 примірників.
Видання здійснене компанією «Євроімідж» за участю Інституту історії України НАН України, Товариства «Україна-Світ» та Інституту біографічних досліджень. Воно стало першою книгою в серії «Золоті імена України», започаткованої в рамках Національного проекту «Золота книга української еліти». Наступними виданнями серії стали «Золота книга української еліти» у шести томах (2001), «Народжені Україною» (2003).
Фінансову участь у виданні альманаху взяли ряд українських підприємств і організацій. Фотоформи та друк забезпечувало Державне видавництво «Преса України», виготовлення тиражу здійснило Головне підприємство РВО «Поліграфкнига».
Подарункове видання отримало високу оцінку в ЗМІ[джерело?]. Альманах було презентовано, зокрема, на Всесвітньому форумі українців. Учасники форуму з різних країн світу отримали по примірнику видання{[джерело?].

## З передмови до видання
| За довгий час становлення української нації як вільного народу в демократичній самостійній державі ми мали тисячі видатних державних, політичних, військових, громадських, наукових і культурних діячів, митців, меценатів. Вони — наша гордість і окраса. Про одних ми знаємо багато, а про інших зосталася лише згадка у кілька рядків. Не претендуючи на вичерпність і всеосяжність висвітлення, цей меморіальний альманах лише започатковує першу сторінку в літописанні особистостей, які є часткою великого народу, чий звитяжний шлях став запорукою нашої Незалежності та Державності. |

## Склад редакції та оргкомітету
- Редакційна рада — Валерій Смолій (голова), Юрій Богуцький, Іван Дзюба та інші.
- Головний редактор — Оксана Онопрієнко.
- Редакційна колегія — співголови: Валерій Смолій, Іван Драч.
- Головний редактор — Олександер Шокало.
- Українська редакція: Ольга Сирова (керівник), Ольга Бенч, Наталія Костюк, Олег Кравченко, Валентин Крисаченко, Петро Кулінець, Любов Лазаренко, Жанна Маркус та Юрій Савчук;[джерело?]
- Англійська редакція: Віктор Дума (керівник), Ольга Купрієвич, Світлана та Віктор Лисаки, Світлана Щербина[джерело?].
- Організаційний комітет проекту «Золота книга української еліти» очолював Леонід Кравчук.
- Керівник проекту — Олексій Омельченко[джерело?].
- Керівник видавництва «Євроімідж» — Пилип Лисак[джерело?].

## Бібліографічний опис
- Видатні діячі України минулих століть: мемор. альм. = Outstanding Ukrainian Personalities of the Past : Memorial anthology / Упоряд.: Компанія «Євроімідж»; Ін-т історії України; Т-во «Україна-Світ»; Ін-т біогр. дослідж ; Ред. Рада: В. Смолій (Голова), Ю. Богуцький, І. Дзюба та ін.; Голов ред. О. Онопрієнко. — К.: Євроімідж, 2001. — 623 с. — (Серія видань «Золоті імена України»). — Текст: укр., англ. мовами. — ISBN 966-7867-05-6. — ISBN 966-7867-06-4 :УДК 929(477)(091)[2]